# Cryptocephalus snowi
Cryptocephalus snowi är en skalbaggsart som beskrevs av Schaeffer 1934. Cryptocephalus snowi ingår i släktet Cryptocephalus och familjen bladbaggar. Inga underarter finns listade i Catalogue of Life.